# Clearidas
Clearidas is een geslacht van rechtvleugeligen uit de familie krekels (Gryllidae). De wetenschappelijke naam van dit geslacht is voor het eerst geldig gepubliceerd in 1876 door Stål.

## Soorten
Het geslacht Clearidas omvat de volgende soorten:
- Clearidas dimidiatus Chopard, 1940
- Clearidas nigriceps Stål, 1876